# 라디오 브레멘
라디오 브레멘(Radio Bremen)은 브레멘과 브레머하펜을 권역으로 하는 ARD계 방송국이다. ARD의 방송국 중에서 가장 좁은 권역과 가장 적은 가청 인구를 보유하고 있으며 규모도 제일 적다. 그래서 북부독일방송, 서부독일방송 등의 타 지역 채널과 연합하여 채널을 운영하고 있다.
라디오 브레멘은 1945년 12월 23일 첫 AM 라디오 방송을 시작하였으며 이후 1949년에 브레멘 자유 한자 도시에 서비스를 제공하는 공공 방송으로 발족, 1950년 ARD의 창립 멤버가 되었다.

## 텔레비전 채널
- 라디오 브레멘은 ARD의 전국 방송 채널인 Das Erste의 브레멘 지역 송출을 담당하며, 약 0.75%의 자체 프로그램을 제공하고 있다.
- 라디오 브레멘은 2005년까지 자체 채널이 없었다. 대신에 NDR, SFB와 합작하여 1965년 1월 4일에 채널을 개국하였다. 이 채널은 1989년 Nord 3으로 바뀌다가 서베를린의 채널은 SFB1라는 별도의 채널로 독립하고 2001년 NDR Fernsehen이 된다. 현재에도 이 채널은 NDR과 라디오 브레멘의 연합으로 채널을 이루고 있다.
- 2005년 1월 1일에는 자체 텔레비전 채널로 "라디오 브레멘 TV"(Radio Bremen TV, rb.tv)를 개국하게 된다.

## 라디오 채널
- Bremen Eins : 뉴스 및 시사,교양 채널. 2001년 4월 30일 제1방송 한자벨레(Hansawelle)가 제3방송 멜로디(Melodie)를 흡수합병해 지금의 이름으로 재개국.
- Bremen Zwei : 문화 채널. 2001년 11월 1일부터 2017년 8월 11일까지는 Nordwestradio로 방송했으며, 2001년 11월 1일부터 2015년까지는 북부독일방송과 공동 운영했다.
- Bremen Vier : 최신 가요 및 올드 팝을 다루는 음악 채널. 1986년 개국.
- 이밖에 서부독일방송과 공동 관리하는 COSMO(옛 Funkhaus Europa)가 있다.